# Kaponiera Kolejowa
Kaponiera Kolejowa – samodzielny obiekt fortyfikacyjny wchodzący w skład Twierdzy Poznań. Została zbudowana w 1872 roku w celu osłaniania ogniem linii kolejowych prowadzących w kierunku Torunia i Stargardu. Położona pod drogą wylotową biegnącą od Bramy Berlińskiej w kierunku pierwszego dworca kolejowego przy ul. Gajowej.

## Budowa i funkcjonowanie
Obiekt posiadał sklepione pomieszczenia dla 5 dział oraz strzelców. W ścianach umieszczone były strzelnice dla dział oraz prowadzenia ognia karabinowego.

## Rozbiórka
W latach 1968–1973 w miejscu Kaponiery Kolejowej zbudowano rondo z przejściem podziemnym, które otrzymało imię Mikołaja Kopernika. Rozbiórka jednak nie była całkowita. Rozebrano jedynie wschodnią część samej kaponiery. Pozostały także przylegające od południa do kaponiery kazamaty o powierzchni 340 m² i kubaturze 920 m³. W okresie II wojny światowej służyły one jako schrony, a po wojnie jako magazyn win Centralnych Piwnic Win Importowanych z ul. Woźnej.

## Stan obecny
Obiekt położony jest pod Mostem Uniwersyteckim. Obok niego zlokalizowany jest przystanek Rondo Kaponiera, przedłużonego do dworca PKP, Poznańskiego Szybkiego Tramwaju.